# Strußnigteich
Der Strußnigteich ist ein bis 26 Hektar großer Teich in der Stadtgemeinde Feldkirchen in Kärnten und dient der Karpfenzucht. Er befindet sich in Privatbesitz und ist nicht zugänglich.

## Beschreibung
Der Teich entstand wahrscheinlich im 18. Jahrhundert, als eine Nassfläche aufgestaut wurde. Er ist maximal 26 Hektar groß und durchschnittlich 1,7 m tief. Die größte Tiefe liegt bei 7,8 m. Im Teich kommen neben den Karpfen auch Schleie, Hecht, Barsch, Karausche, Zander, Gras- und Silberkarpfen vor. Anfang der 1990er Jahre wurde die Pseudokeilfleckbarbe (Pseudorasbora parva) aus dem Donaudelta eingeschleppt. 
Die Hügel um den Teich sind von Kulturflächen umgeben, neben Äckern und Wiesen auch Fichtenmonokulturen. Am Ostrand des Teiches befindet sich ein ausgedehntes Schilfdickicht. 
An den Rändern leben eine Unzahl von Kleintieren, wie Libellen und Schmetterlinge. An Brutvögeln sind die für Kärnten seltenen Arten Reiherente, Tafelente, Kiebitz und Flussregenpfeifer zu nennen. Eine besondere Bedeutung kommt dem Teich als Rastplatz für Zugvögel zu, denn solche Lebensräume gibt es in Mittelkärnten nur selten.

## Schutzgebiete
Der Strußnigteich wurde 1979 unter Naturschutz gestellt (LGBl. 103/1979). Das Naturschutzgebiet Strußnig-Teich umfasst 375 Hektar in den Gemeinden Feldkirchen und Moosburg. Im selben Jahr wurde ein Streifen um das Naturschutzgebiet unter Landschaftsschutz gestellt (LGBl. 100/1979). Das Landschaftsschutzgebiet Strußnigteich umfasst 166 Hektar in den beiden genannten Gemeinden.